# Spiller
Cristiano Spiller (ur. 3 kwietnia 1975) – włoski DJ, znany po prostu jako Spiller.

## Kariera
Pierwsze utwory komponował już jako nastolatek na domowym komputerze. W 1997 roku wydał debiutancki singiel „Spiller from Rio” pod pseudonimem Laguna, który dotarł do 40. miejsca na liście przebojów w Wielkiej Brytanii. Następnie podpisał kontrakt z brytyjską wytwórnią Positiva Records, należącą do koncernu EMI, i w 1998 wydał singiel „Batucada”, już jako Spiller. Rok później ukazał się jego minialbum Mighty Miami E.P., na którym znalazło się instrumentalne nagranie „Groove Jet”. W roku 2000 zostało ono wydane jako singiel „Groovejet (If This Ain’t Love)” z wokalem Sophie Ellis-Bextor, osiągając duży międzynarodowy sukces (numer 1 m.in. w Wielkiej Brytanii, Irlandii i Australii, top 10 m.in. w Norwegii i we Włoszech). W 2002 roku jego singiel „Cry Baby” uplasował się na 40. miejscu w Wielkiej Brytanii i Irlandii. W 2003 założył wytwórnię Nano Records i wydał singiel „Sola”, który nie wszedł jednak na listy sprzedaży. W kolejnych latach kontynuował działalność muzyczną, choć kolejne nagrania nie powtórzyły już masowego sukcesu „Groovejet”.

## Dyskografia

### EP-ki
- 1999: Mighty Miami E.P.

### Single
- 1997: „Spiller from Rio” (jako Laguna)
- 1998: „Postive” (oraz Moony)
- 1998: „Batucada”
- 2000: „Groovejet (If This Ain’t Love)” (oraz Sophie Ellis-Bextor)
- 2001: „Cry Baby”
- 2003: „Sola”
- 2006: „Jumbo”
- 2011: „Pigeonman's Revenge”
- 2013: „Urastar” (oraz Nina Miranda)